# Țîr, Liubeșiv
Țîr (în ucraineană Цир) este localitatea de reședință a comunei Țîr din raionul Liubeșiv, regiunea Volînia, Ucraina.

## Demografie
Componența lingvistică a localității Țîr
     Ucraineană (99,34%)
     Alte limbi (0,67%)
Conform recensământului din 2001, majoritatea populației localității Țîr era vorbitoare de ucraineană (99,34%), existând în minoritate și vorbitori de alte limbi.